# 本光院 (足利直義の妻)
本光院（ほんこういん）は、室町幕府草創期に実質的な幕政の指導者を務めた足利直義の妻。従三位。直義との間の子に足利如意丸がいる。渋川貞頼の娘で兄弟に渋川義季がおり、室町幕府第2代将軍足利義詮の正室渋川幸子の伯母にあたる。

## 生涯
渋川氏3代当主である渋川貞頼の娘として生まれる。兄弟に渋川義季（貞頼の嫡男で渋川氏4代当主、中先代の乱で戦死）がいる。法名の本光院以外の正確な名称は不明で「渋川貞頼女」などと記されることが多いが、江戸時代末期に成立した『系図纂要』に「頼子」の名が見えるなど、「渋川頼子（らいし）」の名を使う資料もある。

### 息子の妊娠と出産
まず本光院（足利直義の妻）について確認できる史料は貞和3年（1347年）の息子・如意王の妊娠と出産についての記事である。
1347年（貞和3年）2月9日条の『園太暦』の記事によれば、この日に、本光院の安産を祝うための着帯の儀（帯祝い）が行われた。本光院にとっては41歳にして初めて受ける儀式で、この時妊娠7か月であったという。儀式は政所執事の粟飯原清胤が奉行を務め、尊円法親王が加持祈祷を行った。尊円法親王は同年5月25日にも本光院の安産を祈祷している。夫の直義も、出産の約1か月前にあたる同年5月9日に三宝院賢俊に安産を祈らせ、5月25日には祇園社と水無瀬神宮に願文を納めて安産祈願を行った。
同年6月8日、京都の二条京極にある吉良満義の宿所で足利如意丸（命名：如意王）を出産する。夫妻ともに41歳（数え年）の時であった。なお、この如意王出産時の本光院の年齢については記載が分かれており、公卿の中院通冬は日記『中院一品記』で42歳（数え年）であったと記録している。

### 日野名子との交流
1349年（貞和5年）に成立した日野名子による日記『竹むきが記』の「九月尽の初雪」に鎌倉の右兵衛督の御前（※「右」は「左」の誤りで夫の直義は左兵衛督）として登場している。
1347年（貞和3年）9月に西園寺公衝の三十三回忌で光厳院・広義門院が北山に御幸していた際、25日の御幸後の晦日に少々雪が降った。大層珍しいその九月尽の初雪によそえて西園寺家当主の母としての日記の作者・名子との公的な贈答の和歌が記録されている。菊紅葉などに染めた薄様（薄手の和紙）を敷いた広蓋に、紅葉を入れて添えて贈った歌とその返歌となる。
【通釈】
これは院の御幸を仰いだ家の紅葉です。この八千回も濃く染めたような色に、あなたは何年となく色をかさねて、多くの秋をお楽しみになることでしょう。（作者）
今後何年と限りなくこの紅葉を見られるであろう、あなたの深いお心の色を加えて、昔からの御幸の伝統を持つお家の紅葉の、美しい色を拝見することです。（鎌倉の右兵衛督直義卿の北の方）

### 赤塚郷の継承と晩年
1349年（貞和5年）9月24日、本光院は但馬国太田庄内坂本村（但馬国東部を北流する円山川の山間部に所在した荘園で、現在の豊岡市但東町にあたる）を臨川寺三会院に寄進している。
この寄進は地頭職であり、翌10月に足利尊氏の安堵をうけ、高師直が施行状を出し、但馬国守護の今川頼貞が遵行、打渡が行われた。なお、この寄進が行われた9月には、夫の直義が左兵衛督を辞して幕府から失脚する という出来事が起きている。また後述の観応の擾乱の際中には、直義が亡息如意王追善料所として、同じ太田庄内の秦守郷を三会院に寄進しており、これらの文書は「臨川寺三会院重書案」の中の「但馬国太田荘坂本・秦守村文書目録」にまとめられている。
1350年（観応元年/正平5年）から1352年（観応3年/正平7年）にかけての観応の擾乱により、息子の如意王と夫の直義を亡くした本光院は、武蔵国赤塚郷（現在の東京都板橋区域）を直義から継承した。
これについて『板橋区史』は「本光院は直義亡き後に法体となって直義の菩提を祈ったと思われるが、直義室で従三位の位記を持つ（『尊卑分脈』）彼女が夫の死後に貧困生活を送ったとは思われず、直義遺領の赤塚郷は、彼女一期の生活費として宛行われたのであろう」と推測している。なお、赤塚郷はその後、足利義詮正室（渋川幸子）、春屋妙葩、鹿王院と領主を変えていく。
本光院の死没年代は詳らかではないが、1383年（永徳3年）2月29日に、渋川幸子が赤塚郷の年貢所当を鹿王院に寄進した際の寄進状案に「武蔵国あかつかの郷ハ故本光院とのゝあとゝしてたまハりて」とあることから、この時までには亡くなったと思われる。後述の無説尼＝足利直義室（本光院殿）の場合、没年は貞治2年（1363年）と推測される。

### 本光院門跡の開基・無説尼との関係
当時は嵯峨の釈迦堂清涼寺の西方に位置していた本光院の開基である無説尼（1363年（貞治2年）没?）がこの足利直義の妻だという縁起が、現在は京都市上京区上七軒の西方尼寺門跡に合併された本光院門跡に伝わる。また『国史大辞典』の「比丘尼御所一覧」にも本光院の開創者は「足利直義室本光院無説（渋川貞頼女）」とあり、『鹿王院文書の研究』においても、無説長老＝足利直義室（渋川貞頼娘頼子）としている。
無説尼は40歳のころから、本光院の夫である足利直義と『夢中問答』などで知られるように深い関わりがある高僧・夢窓疎石の元に参禅していた。出家の動機は不明だが『普明国師語録』 によれば、無説尼は晩年になって浮世の空しさを深く嘆き、自ら髪を断って出家したといい、おそらく夫の直義が暗殺された（※近年では病死説もある）ことが契機であったのではないかという。法号無説喩と称し、夢窓疎石の弟子であった春屋妙葩の元で修業した。
1364年（貞治3年）6月15日に無説尼の一周忌（西山本光院開山無説長老小祥忌）が本光院で執り行われた際に、春屋妙葩は無説尼が夢窓疎石から当たられた「即身即仏」の考案を死ぬまでひたむきに工夫し続けていたことをたたえており、無説尼の心の美しさについて「開山無説長老、婦女身を現じ、内、男児の気を具す、塵労に混ずと雖も、心常に清浄なること、猶蓮花の泥に染まざるが如し、身は富貴の家に生まるも、終に富貴の為に拘繋せられず」と『知覚普明国師語録』の中で述べている。またこの時の春屋妙葩の法語が「鹿王院文書」に現存しており、それによると無説尼は苦楽順境においても動ぜず、久しく春屋の教えを受けたと言い、春屋は無説尼の臨終間際に使者を遣わして遺嘱を聞き、没後には臨川寺で仏事が行われるなど、丁重に扱われていることがわかるという。
この無説尼の一周忌仏事の依頼者は本院守塔比丘尼と相国大婦人で、それぞれ渋川義孝娘（吉良満貞室）と渋川幸子である。渋川義孝娘（吉良満貞室）は本光院の承継者で、更にその後の本光院は斯波管領家女や8代将軍足利義政の夫人・日野富子の猶子となった一条家女が住持となった。また無説尼の三回忌には2代将軍足利義詮が願主となり仏事が営まれている。

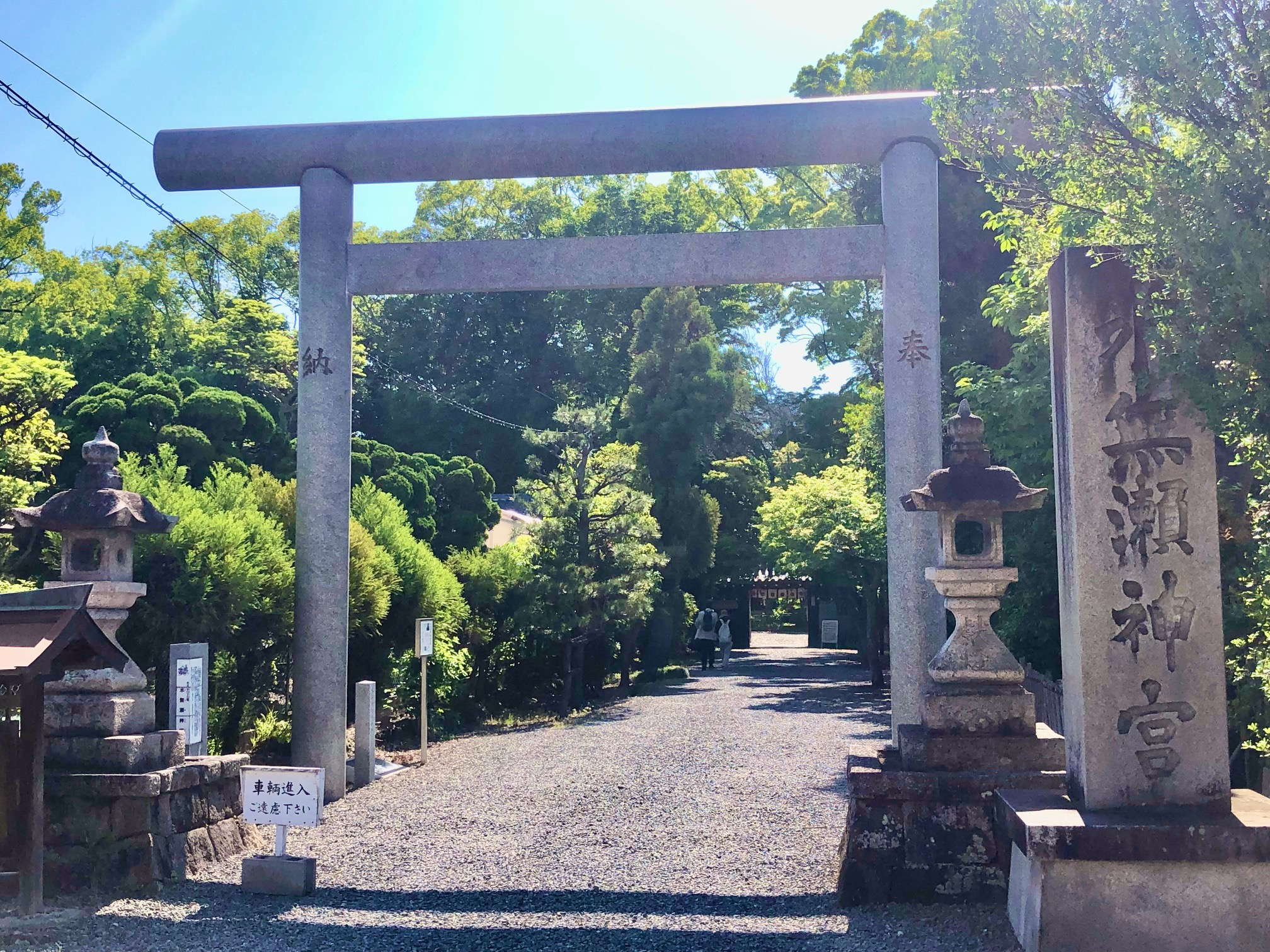
夫の足利直義が妻の安産を祈祷させた水無瀬神宮

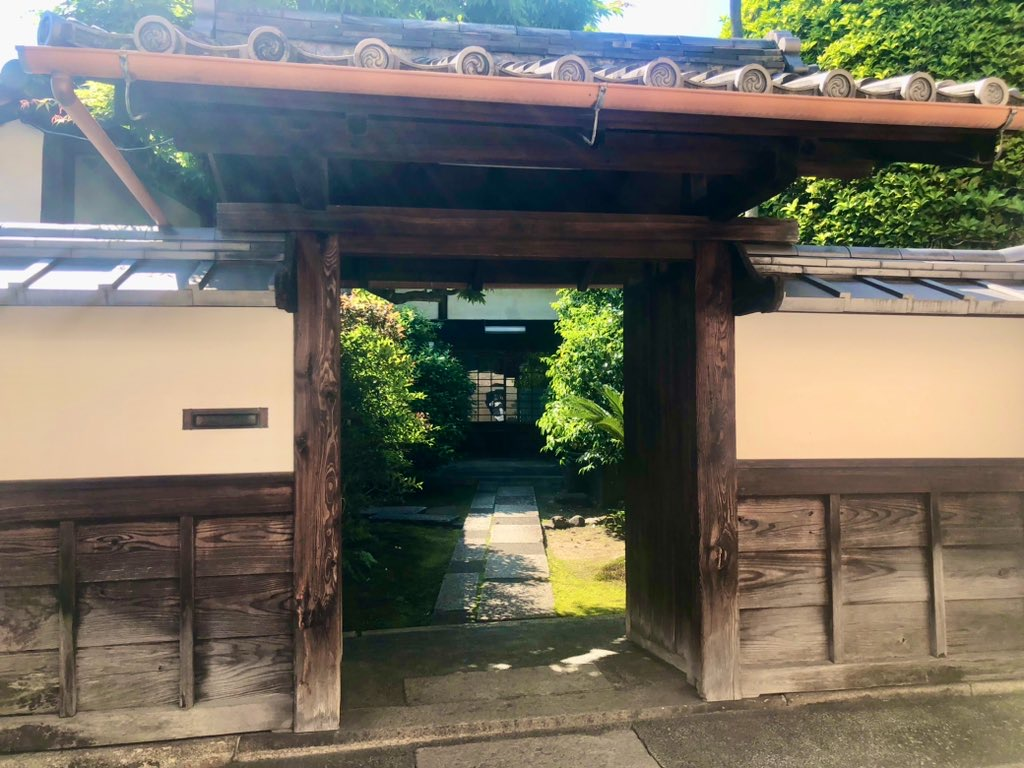
本光院門跡が残る上七軒・西方尼寺

## 関連作品
小説
- 鷲尾雨工『吉野朝太平記』春秋社刊、松柏館発売、1935年～1939年。

名前はなく北の方と表記される。六本杉の怪異により松若を妊娠・出産するが、怪異を恐れる直義に母子ともども5年以上吉良邸に遠ざけられる。命鶴丸の策で松若が毒殺されると精神を病み、直義が寿福寺に幽閉されるとついに狂い、悲しい事も可笑しく感じて笑うことしかできなくなる。
- 杉本苑子『風の群像 小説・足利尊氏（上）（下）』日本経済新聞社、1997年6月。

名前は郁子。病いがちだが直義との夫婦仲は良く、尊氏の妻の登子とも精進料理を共に教わるなど仲が良い。観応の擾乱では天龍寺に避難するが、義詮に追われて直義の布陣する男山八幡の陣営へと移る。如意丸を看病していた時に熱病が移り、我が子が亡くなった2日後に後を追うようにして亡くなる。
- 垣根涼介『極楽征夷大将軍』文藝春秋、2023年5月。

名前は彰子。高国（直義）の正室。穏やかな性格だが、観応の擾乱の際には命の危険も承知で直義の出陣についていくなど、強い意志も持ち合わせる。直義の養子となる新熊野（足利直冬）や、尊氏らの提案で三条足利家の跡取りとして引き取られた亀若丸（足利基氏）のことも我が子のように可愛がる。直義が延福寺に幽閉されてからは鎌倉に呼び寄せられ、2月25日に浄妙寺で直義と共に如意丸の一周忌の供養をする。
漫画
- 松井優征『逃げ上手の若君』（週刊少年ジャンプ連載）※名前は渋川頼子[43]。直義の正室。

テレビドラマ
- 『太平記』(1991年 NHK大河ドラマ)　演：武藤令子 ※役名は「直義の妻」